# Nättraby–Alnaryd–Elmeboda Järnväg
Nättraby-Alnaryd-Elmeboda Järnväg (NAEJ, även NAÄJ) var en smalspårig (600 mm) järnväg mellan Nättraby hamn i Blekinge län och Älmeboda i Kronobergs län. 

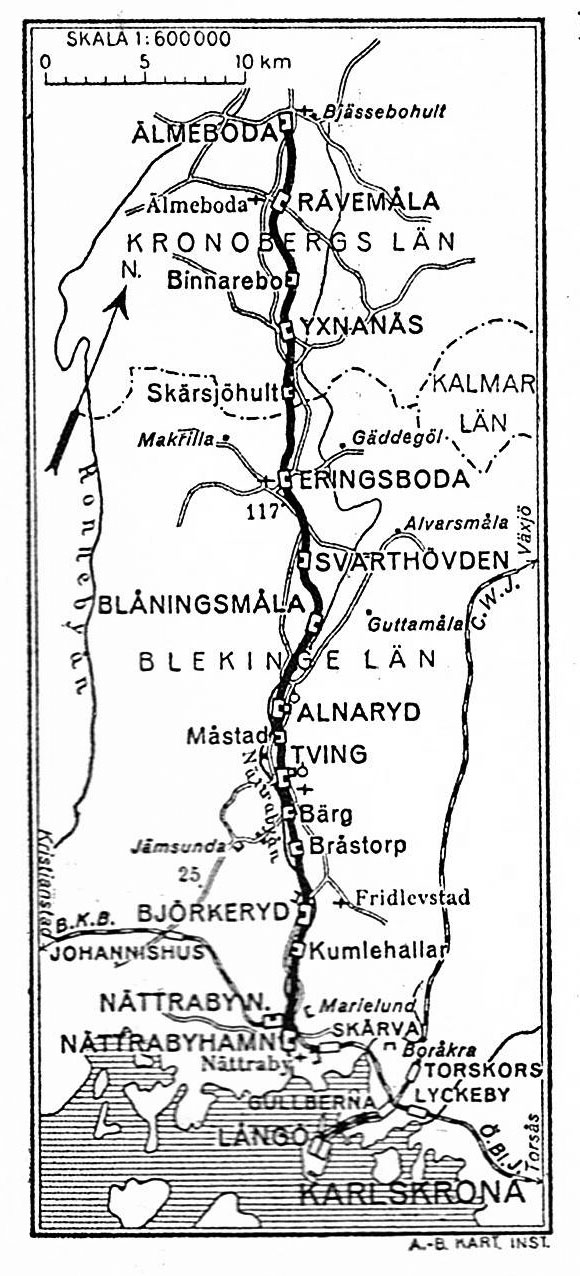
NAEJ. Karta 1926.

## Historia

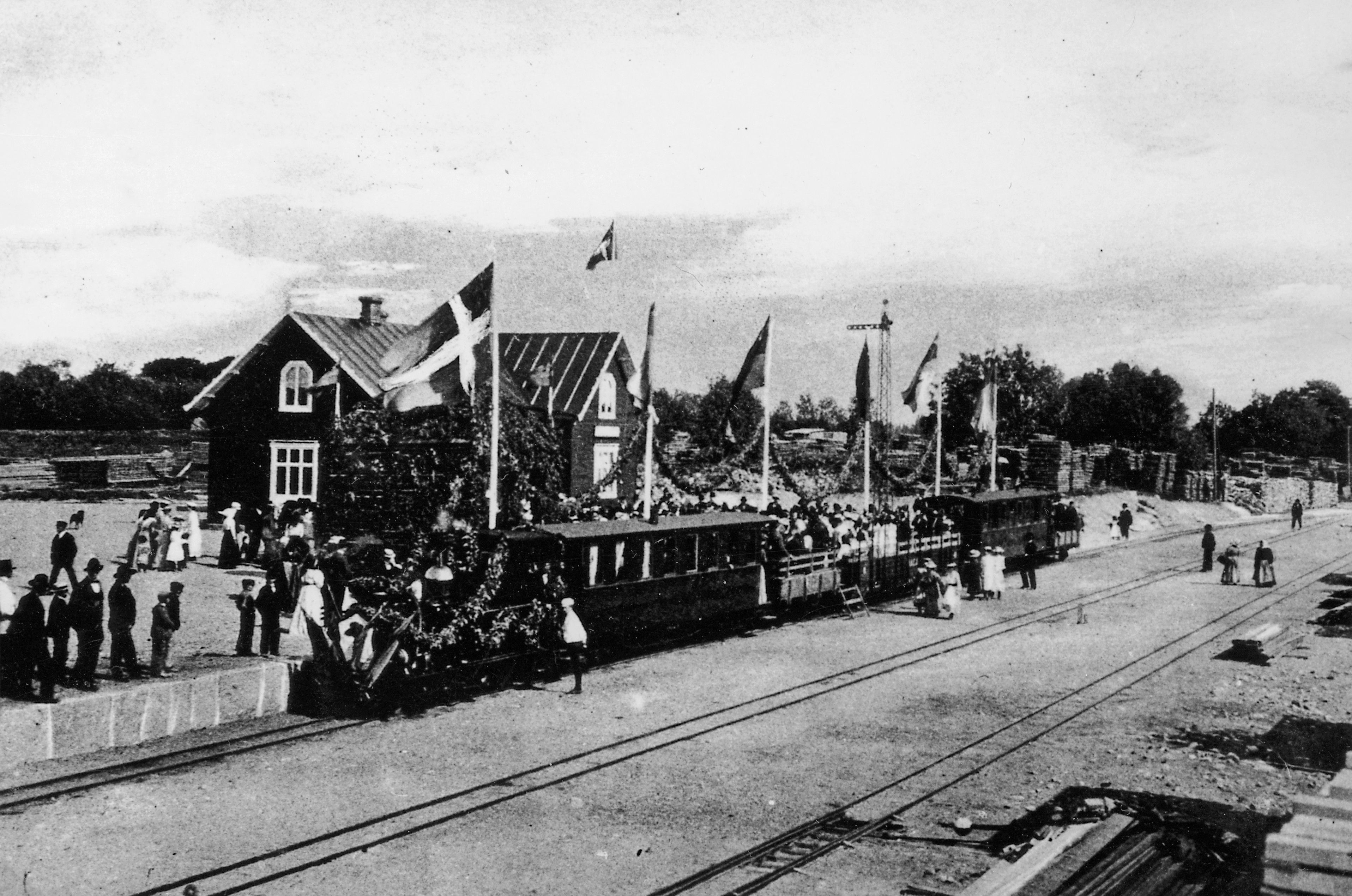
NAEJ lok 1 med persontåg vid invigningen av banan.

Det första bolaget som fick koncession 1892 var Nettraby-Alnaryds jernvägaktiebolag (NAJ) Bolaget byggde den 17 km långa sträckan mellan Nättraby hamn och Alnaryd till en kostnad av 315.000 kr.  Den öppnade för provisorisk trafik den 25 april 1895 och allmän trafik den 1 november 1897.
Blekinge kustbana som redan hade en station i Nättraby ville inte ha en konkurrerande station i Nättrabyhamn, men Kungl. Maj:t beslutade den 16 juli 1897 att bygget fick fortsätta. För fortsättningen till Eringsboda ombildades bolaget till Nättraby–Alnaryd–Eringsboda järnvägsaktiebolag och den 14 km långa sträckan öppnades den 1 juli 1905. Ett nytt bolag Eringsboda–Elmeboda järnvägsaktiebolag bildades 1908 för att bygga den 18,4 km långa sträckan mellan Eringsboda-Älmeboda som öppnade den 21 december 1910.
Det första spadtaget på denna sträcka togs av Axel Lindvall den 27 maj 1908 precis på gränsen mellan Småland och Blekinge och en minnessten restes på platsen. Nättraby–Alnaryd–Eringsboda järnvägsaktiebolag tog över Eringsboda–Elmeboda järnvägsaktiebolag 1911.
Det fanns en koncession från 1894 på en öst-västlig förbindelse mellan Eringsboda på den planerade järnvägen och Holmsjö vid Karlskrona-Växjö Järnväg men den byggdes aldrig. Banan byggdes med en modifierad teknik av Decauvillespår kallat "Kostasystemet" efter var det först fick tillstånd till allmän trafik.
I folkmun kallades NAEJ för Krösnabanan, eftersom tågen var så långsamma att man kunde hoppa av och plocka lingon för att därefter åter hoppa på tåget. Farten höjdes 1933 till 32 km/tim.
All trafik på banan lades ner 1939 då lastbilarna hade tagit över transporterna, undantaget var transporter av grus mellan Berg och Nättraby som fortsatte till 1946. Banan började rivas och inget fanns kvar efter 1949. Bolaget bytte 1942 namn till Nättrabydalens trafikaktiebolag och började köra bussar och lastbilar. Busstrafiken övertogs av SJ 1948 och bolaget upphörde.

## Kvarvarande
Av NAEJ:s ursprungliga vagnsbesättning återfinns idag ett lok, K M Nelsson, byggt av Motala Verkstad 1914, två personvagnar, samt ett antal godsvagnar hos museijärnvägen Östra Södermanlands Järnväg (Ö.Sl.J). Loket och vagnarna är i gott skick och används idag för trafik under sommartid. Bland godsvagnarna finns även ett par exemplar av de öppna vagnar som ursprungligen användes för att transportera träkol till spikfabriken i Alnaryd.
En personvagnskorg från NAEJ står uppställd vid hembygdsmuseet i Rävemåla.
Krösnabaneleden har skyltats från Nättraby till Älmeboda med bidrag från Karlskrona kommun, Ronneby kommun och Tingsryds kommun. Delar av leden följer banvallen.